# دفتر روزنامه
دفتر روزنامه یا دفتر روزنامه عمومی دفتری است که کلیه معاملات و رویدادهای مالی یک واحد اقتصادی روزانه به ترتیب تاریخ وقوع در آن ثبت می‌شوند.
در گروه دفاتر حساب‌داری، دفتر روزنامه عمومی و دفتر کل با هم دفاتر رسمی یا قانونی را تشکیل می‌دهند.
دفاتر تأمین و سایر دفاتر مورد نیاز حسابداران نیز دستهٔ دیگری است که به آن دفاتر غیر رسمی یا کمکی می‌گویند.
دفتر روزنامه، دفتری است که تاجر عملیات روزانه (با بار مالی) خود را در آن ثبت می‌کند. برخی تاجران گروهی از عملیات‌ها را در دفاتر دیگری نیز ثبت می‌کنند، مثلاً عملیات مربوط به فروش کالای خاص یا عملیات مربوط بین تاجر و تاجر بخصوصی که برای تاجر حائز اهمیت ویژه‌ای است.
بر اساس ماده ۷ قانون تجارت ایران، «دفتر روزنامه دفتری است که تاجر باید همه روزه مطالبات، دیون و دادوستد تجارتی و معاملات راجع به اوراق تجارتی و به طور کلی جمیع واردات و صادرات تجارتی خود را به هر اسم و رسمی که باشد و وجوهی را که برای مخارج شخصی خود برداشت می‌کند در آن ثبت نماید.»
«دفتر روزنامه باید دارای ستونهای مناسب برای انتقال اطلاعات سند حسابداری به آن باشد. بنا براین دفتر روزنامه باید حداقل دارای ستون‌هایی برای درج شماره سند حسابداری، تاریخ، شرح، مبلغ بدهکار و مبلغ بستانکار هر رویداد باشد.»